# Écluse d'Ishii
L' écluse d'Ishii (石井閘門, Ishii kōmon) est une écluse située à Ishinomaki, dans la préfecture de Miyagi, au Japon. 

## Histoire
L'écluse d'Ishii est implantée sur le canal qui longe le fleuve Kitakami, à Ishinomaki, dans la préfecture de Miyagi, au Japon. Sa construction a commencé en 1878, sous la direction du ministère de l'Intérieur et de l'homme d'affaires Tomohiro Hayakawa (ja), et s'est achevée en 1880. Conçue par l'ingénieur néerlandais et conseiller étranger auprès du gouvernement de Meiji, Cornelis Johannes van Doorn, c'est le plus ancien exemple d'une telle installation dans le pays. L'écluse est classée bien culturel important du Japon depuis 2002.